# 川勝岳夫
川勝 岳夫（かわかつ たけお、1930年 - ）は、日本の医学者、小児科医。医学博士（東京大学、1963年）。長野県立こども病院名誉院長。富山県生まれ。

## 略歴
1930年、富山県生まれ。1955年、東京大学医学部卒業。1956年、東京大学医学部小児科教室入局。1963年、学位論文「小児における水分代謝の研究」にて、東京大学より医学博士の学位を受ける。1963年、信州大学医学部小児科講師。1966年、長野赤十字病院小児科部長。長野赤十字病院副院長を経て、1993年 - 1999年、長野県立こども病院初代院長を務める。長野県における新生児や乳幼児の医療の向上に尽力した。長野県立こども病院名誉院長。

## 主著
- 『赤ちゃんの病気大百科 - 最新版』 川勝岳夫・江木晋三監修、ベネッセコーポレーション、2001年4月
- 『おかあさんの救急箱』 川勝岳夫著、銀河書房、1989年6月
- 『子どものからだ安心読本 - 0~5歳 お母さんだから守れる』 川勝岳夫著、主婦と生活社、1981年9月